# Park Narodowy Őrség
Park Narodowy Őrség (węg. Őrségi Nemzeti Park) – park narodowy położony w zachodniej części Węgier, na terenie komitatu Vas. Został utworzony 1 marca 2002 roku poprzez rozszerzenie istniejącego od 1978 roku Obszaru Chronionego Krajobrazu Őrség. Park zajmuje powierzchnię 440,483 km² (44 048,3 ha).

## Położenie i charakterystyka
Park Narodowy Őrség znajduje się w zachodniej części Węgier. Obejmuje tereny regionu Őrség, część historycznego regionu Vendvidék (regionu zamieszkanego przez Słoweńców węgierskich) oraz dolinę rzeki Raby. Krajobraz parku charakteryzuje się pagórkowatym terenem z rozproszonymi, niewielkimi osadami (tzw. szerek), mozaiką lasów, łąk kośnych, lasów łęgowych oraz torfowisk.

## Flora
Flora Parku Narodowego Őrség jest niezwykle zróżnicowana. Występują tu lasy bukowe, dębowo-grabowe, bory sosnowe (w tym reliktowe bory sosnowe na torfowiskach), torfowiska torfowcowe, wilgotne łąki oraz źródliska. Do charakterystycznych i chronionych gatunków roślin należą m.in. rosiczka okrągłolistna (Drosera rotundifolia), żurawina błotna (Vaccinium oxycoccos), pełnik europejski (Trollius europaeus), szachownica kostkowata (Fritillaria meleagris), kosaciec syberyjski (Iris sibirica) oraz kosaciec pstry (Iris variegata).

## Fauna
Fauna Parku Narodowego Őrség jest zróżnicowana. W lasach sosnowych licznie występuje dzięcioł wielobarwny. Charakterystycznym ssakiem czystych wód, szczególnie olszyn turzycowych, jest wydra. Wśród bezkręgowców natomiast występują w parku rzadkie chrząszcze rzeczne oraz jelonek rogacz (Lucanus cervus). W strumieniach parku żyje znaczna część węgierskiej populacji minoga dunajskiego (Eudontomyzon danfordi) oraz głowacza białopłetwego. Świat płazów reprezentowany jest przez 12 gatunków żab i wszystkie cztery rodzime gatunki płazów ogoniastych. Terenami lęgowymi żaby łąkowej (Rana arvalis) są czyste strumienie i zbiorniki wodne. W wilgotnych lasach, szczególnie po deszczu, można zobaczyć salamandrę plamistą (Salamandra salamandra). Awifauna parku związana jest głównie z lasami. W niezakłóconych obszarach leśnych gniazdują bocian czarny (Ciconia nigra) oraz orzeł bielik (Haliaeetus albicilla). W lasach sosnowych parku żyją populacje mysikrólika (Regulus regulus) i zniczka (Regulus ignicapilla), najmniejszych ptaków Europy. Pluszcz (Cinclus cinclus) gnieździ się wzdłuż strumieni, a stare sady są siedliskiem m.in. dla pleszki (Phoenicurus phoenicurus) i dzięcioła zielonosiwego (Picus canus). Zagrożonym gatunkiem wilgotnych łąk jest derkacz (Crex crex). Spośród ssaków, odnotowano występowanie trzech gatunków nietoperzy, w tym gacka uszatego (Plecotus auritus), a także znaczną populację objętego ścisłą ochroną mopka zachodniego (Barbastella barbastellus). Z mniejszych drapieżników licznie występują kuna (Martes martes) i zając (Lepus europaeus). Żbik (Felis silvestris) jest drapieżnikiem zamieszkującym starsze lasy liściaste.